# La mort d'un viatjant (pel·lícula de 1951)
 La mort d'un viatjant (original: Death of a Salesman) és una pel·lícula estatunidenca dirigida per Laslo Benedek, estrenada el 1951. La pel·lícula va rebre molts honors, incloent quatre premis Globus d'Or, la Copa Volpi i cinc nominacions als Oscar. Alex North, que va escriure la música per a la producció de Broadway, va ser un dels cinc nominats a l'Oscar per la partitura musical de la pel·lícula.

## Argument
Willy Loman (Fredric March) és un viatjant de comerç de 60 anys, que ha perdut la seva feina, i comença a preguntar-se si ha aconseguit tenir èxit en l'esforç que ha fet durant tota la seva vida. Descobreix que hi ha més decepcions, oportunitats perdudes i sobretot metes irracionals, que triomfs. Intenta comunicar-se amb la seva família, composta per la seva esposa, Linda (Mildred Dunnock) i els seus dos fills, Biff (Kevin McCarthy) i Happy, (Cameron Mitchell); i queda sumit a la confusió, en adonar-se'n que la seva esposa fins i tot l'estima, però que ha sofert tota la seva vida al costat d'ell. Els seus fills, que en la infantesa l'adoraven, ara el menyspreen. Willy sent que l'angoixa el consumeix i comença a buscar amb desesperació les causes del seu fracàs vital, la qual cosa el porta a perdre el seu contacte amb la realitat.

## Repartiment
- Fredric March: Willy Loman
- Mildred Dunnock: Linda Loman
- Kevin McCarthy: Biff Loman
- Cameron Mitchell: Happy Loman
- Howard Smith: Charley
- Jesse White: Stanley

## Premis i nominacions

### Premis
- 1952. Globus d'Or al millor director per Laslo Benedek
- 1952. Globus d'Or al millor actor dramàtic per Fredric March
- 1952. Globus d'Or a la millor fotografia per Franz Planer
- 1952. Globus d'Or a la millor nova estrella masculina per Kevin McCarthy
- 1952. Copa Volpi a la millor interpretació masculina al Festival Internacional de Cinema de Venècia

### Nominacions
- 1952. Oscar al millor actor per Fredric March
- 1952. Oscar al millor actor secundari per Kevin McCarthy
- 1952. Oscar a la millor actriu secundària per Mildred Dunnock
- 1952. Oscar a la millor fotografia per Franz Planer
- 1952. Oscar a la millor banda sonora per Alex North
- 1952. Lleó d'Or al Festival Internacional de Cinema de Venècia
- 1953. BAFTA a la millor pel·lícula
- 1953. BAFTA al millor actor per Fredric Marc